# Muammer Sun
Muammer Sun (født 15. oktober 1932 i Yenice - død 16. januar 2021 i Ankara, Tyrkiet) var en tyrkisk komponist.
Sun hørte til Tyrkiets betydningsfulde nyere komponister. Han studerede fra 1953-1960 på Ankaras Musikkonservatorium hos Ahmed Saygun. Han har primært skrevet i moderne stil med påvirkning fra tyrkisk folklore.
Han underviste på Ankaras, Izmir og Istanbuls musikalske skoler og komponerede orkesterværker.